# 中国系イギリス人
中国系イギリス人（ちゅうごくけいイギリスじん、英語: British chinese, 中国語: 華裔英国人、英籍華人）とは、中華圏に起源を持つイギリス国民のことである。また、BBC(British born chinese)とも呼ばれる。

## 概要
初期にイギリスへ移住してきた中国人は、1834年の広東での東インド会社の独占終了後、イギリスと中国との間でのアヘンやコカインの取引競争の増加によって、船員として安い賃金で定期的に雇われるようになった中国広東の珠江デルタ出身者が主流の男性農夫であった。19世紀の終りごろには、ロンドン、リヴァプール、カーディフ等に小規模ではあるがドックの近くに中国人によるコミュニティができた。ロンドンの場合、1851年には中国大陸南部出身者が78人住んでいたといわれる。それ以降、ロンドンに住む中国人は次第に増え、1880年頃にはライムハウス周辺に中国人コミュニティが形成され、1911年には中国人人口は1,319人になった。
1950年代から1960年代にかけて、香港新界からの移民が増大し、中華料理のレストランや仕出し業の経営を始めた。彼らの多くは、当時はまだ売春宿が散在しており、土地の値段も極めて低かったソーホー地区に進出し、新たなチャイナタウンを形成するようになった。
その後六四天安門事件や香港返還の後にも合法・不法問わず移民は増え続けており、2004年2月にはモーレキャンベ湾にて不法就労をしようとした福建から来た中国人が23名溺死する事故（2004年モーレキャンベ湾中国人遭難事故)が発生している。
イギリス国家統計局が行った「国際旅客動態調査」によれば、2012年にイギリスに入国した中国人は4万人とイギリスに入国した外国人総数の8.7％を占め、関係統計では、イギリスでパスポートを所持している中国人の総人数が60万人に達した。そのうち、留学生数は１２万人。

## 著名な中国系イギリス人

### 芸能界
- ケイティ・リューング - スコットランド出身の女優。両親が香港からの移民。
- モナ・ハモンド - ジャマイカ出身の女優。
- ベネディクト・ウォン - マンチェスター出身の俳優。
- ジェンマ・チャン - ロンドン出身の女優。父親が中国香港から、母親が中国からの移民。

### 音楽界
- ヴァネッサ・メイ - シンガポール出身のヴァイオリニスト。
- ハーマン・リ - 香港出身のミュージシャン。パワーメタルバンド・ドラゴンフォースのリードギタリスト。
- KTタンストール - スコットランドのシンガーソングライター。

### 作家
- ユン・チアン - 四川省出身の作家。
- ハン・スーイン - 河南省出身の作家、医師。父が中国人、母がベルギー人。
- レスリー・チャータリス - 推理作家で映画脚本家。シンガポール生まれの中国人とイングランド人の混血。

### 政界
- マイケル・チュー・コーン・チャン（英語版） - シンガポール出身の医師、貴族院議員。
- ナット・ウェイ（英語版） - 社会企業家、貴族院議員。キャメロン政権の「大きな社会」構想の顧問。
- アンナ・ロー（英語版） - 北アイルランド議会議員。
- アラン・マック（英語版） - 2015年イギリス総選挙で当選した保守党の庶民院議員